# Jefferson Sabino
Jefferson Sabino Dias (ur. 4 listopada 1982 w Guarulhos) – brazylijski lekkoatleta specjalizujący się w trójskoku.
Na początku kariery zdobywał medale regionalnych mistrzostw młodzieżowców i juniorów. Zawodnik ma na koncie sześć medali mistrzostw Ameryki Południowej – cztery złote (2005, 2007, 2009 i 2013), jeden srebrny (2015) oraz jeden brązowy (2011). Brązowy medalista igrzysk panamerykańskich (2011). W 2014 sięgnął po srebro igrzysk Ameryki Południowej. Stawał na podium mistrzostw ibero-amerykańskich, światowych wojskowych igrzysk sportowych oraz igrzysk Luzofonii.
Wielokrotny zdobywca medali mistrzostw Brazylii.
Rekordy życiowe: stadion – 17,28 (25 kwietnia 2008, São Paulo); hala – 17,06 (4 lutego 2006, Samara).

## Osiągnięcia

### Igrzyska olimpijskie
| Rok  | Impreza                          | Miejsce | Lokata            | Wynik |
| ---- | -------------------------------- | ------- | ----------------- | ----- |
| 2008 | XXIX Letnie Igrzyska Olimpijskie | Pekin   | el. – 28. miejsce | 16,45 |

### Mistrzostwa świata
| Rok  | Impreza                 | Miejsce | Lokata            | Wynik |
| ---- | ----------------------- | ------- | ----------------- | ----- |
| 2007 | XI Mistrzostwa Świata   | Osaka   | el. – 27. miejsce | 16,34 |
| 2009 | XII Mistrzostwa Świata  | Berlin  | el. – 28. miejsce | 16,34 |
| 2011 | XIII Mistrzostwa Świata | Daegu   | el. – 17. miejsce | 16,51 |
| 2013 | XIV Mistrzostwa Świata  | Moskwa  | el. – 16. miejsce | 16,49 |

### Halowe mistrzostwa świata
| Rok  | Impreza                        | Miejsce | Lokata            | Wynik |
| ---- | ------------------------------ | ------- | ----------------- | ----- |
| 2006 | XI Halowe Mistrzostwa Świata   | Moskwa  | el. – 16. miejsce | 16,55 |
| 2010 | XIII Halowe Mistrzostwa Świata | Doha    | el. – 12. miejsce | 16,49 |
| 2012 | XIV Halowe Mistrzostwa Świata  | Stambuł | el. – 10. miejsce | 16,67 |